# Newland (Yorkshire du Nord)
Pour les articles homonymes, voir Newland.
Newland est un village et une paroisse civile du Yorkshire du Nord, en Angleterre.